# Natación en los Juegos Panamericanos de 1999
La natación en los Juegos Panamericanos de 1999 se llevó a cabo entre los días 2 y 7 de agosto.

## Resultados

### Hombres
| Evento              | Oro                                                                               | Oro        | Plata                                                                      | Plata    | Bronce                                                                     | Bronce   |
| ------------------- | --------------------------------------------------------------------------------- | ---------- | -------------------------------------------------------------------------- | -------- | -------------------------------------------------------------------------- | -------- |
| 50 m libre          | Fernando Scherer · Brasil                                                         | 22.46      | José Meolans Argentina                                                     | 22.46    | Marcos Hernández · Cuba                                                    | 22.79    |
| 100 .m libre        | Fernando Scherer · Brasil                                                         | 49.19 RP   | José Meolans Argentina                                                     | 49.94    | Gustavo Borges · Brasil                                                    | 50.10    |
| 200 m libre         | Gustavo Borges · Brasil                                                           | 1:49.41    | Scott Tucker Estados Unidos                                                | 1:50.99  | Leonardo Costa · Brasil · Mark Johnston · Canadá                           | 1:51.29  |
| 400 m libre         | Luiz Lima · Brasil                                                                | 3:52.25    | Austin Ramírez Estados Unidos                                              | 3:53.64  | Rick Say · Canadá                                                          | 3:54.66  |
| 1500 m libre        | Tim Siciliano Estados Unidos                                                      | 15:14.94   | Luiz Lima · Brasil                                                         | 15:21.92 | Ricardo Monasterio · Venezuela                                             | 15:28.64 |
|                     |                                                                                   |            |                                                                            |          |                                                                            |          |
| 100 .m espalda      | Rodolfo Falcón · Cuba                                                             | 54.93      | Alexandre Massura · Brasil                                                 | 55.17    | Matt Allen Estados Unidos                                                  | 55.86    |
| 200 m espalda       | Leonardo Costa · Brasil                                                           | 1:59.33 RP | Aaron Peirsol Estados Unidos                                               | 1:59.77  | Dan Shevchik Estados Unidos                                                | 2:00.27  |
|                     |                                                                                   |            |                                                                            |          |                                                                            |          |
| 100 m pecho         | Ed Moses Estados Unidos                                                           | 1:00.99 RP | Jarrod Marrs · Estados Unidos · Morgan Knabe · Canadá                      | 1:02.11  |                                                                            |          |
| 200 m pecho         | Morgan Knabe · Canadá                                                             | 2:14.73 RP | Steve West Estados Unidos                                                  | 2:16.26  | Mark Gangloff Estados Unidos                                               | 2:16.60  |
|                     |                                                                                   |            |                                                                            |          |                                                                            |          |
| 100 m mariposa      | Francisco Sánchez · Venezuela                                                     | 53.33 RP   | Shamek Pietucha · Canadá                                                   | 53.40    | José Meolans Argentina                                                     | 54.03    |
| 200 m mariposa      | Shamek Pietucha · Canadá                                                          | 1:59.10    | Steven J. Brown Estados Unidos                                             | 1:59.52  | Devin Howard Estados Unidos                                                | 1:59.82  |
|                     |                                                                                   |            |                                                                            |          |                                                                            |          |
| 200 m combinado     | Curtis Myden · Canadá                                                             | 2:02.38    | Joe Montague Estados Unidos                                                | 2:03.08  | Owen von Richter · Canadá                                                  | 2:03.80  |
| 400 m combinado     | Curtis Myden · Canadá                                                             | 4:15.52 RP | Eric Donnelly Estados Unidos                                               | 4:17.86  | Owen von Richter · Canadá                                                  | 4:19.62  |
|                     |                                                                                   |            |                                                                            |          |                                                                            |          |
| 4 × 100 m libre     | Brasil · Fernando Scherer · César Quintaes · André Cordeiro · Gustavo Borges      | 3:17.18 RP | Estados Unidos Scott Tucker Dan Phillips Jarod Schroeder Justin Ewers      | 3:19.00  | Venezuela · Luis Rojas · Francisco Páez · José Quevedo · Francisco Sánchez | 3:22.21  |
| 4 × 200 m libre     | Estados Unidos Adam Messner Dan Phillips Devin Howard Scott Tucker                | 7:22.29    | Brasil · Leonardo Costa · Rodrigo Castro · André Cordeiro · Gustavo Borges | 7:22.92  | Canadá · Mark Johnston · Brian Johns · Yannick Lupien · Rick Say           | 7:23.02  |
| 4 × 100 m combinado | Brasil · Alexandre Massura · Marcelo Tomazini · Fernando Scherer · Gustavo Borges | 3:40.27 RP | Estados Unidos Matt Allen Ed Moses Jarod Schroeder Scott Tucker            | 3:40.57  | Canadá · Mark Versfeld · Morgan Knabe · Shamek Pietucha · Yannick Lupien   | 3:41.04  |

### Mujeres
| Evento              | Oro                                                                         | Oro        | Plata                                                                            | Plata   | Bronce                                                                    | Bronce  |
| ------------------- | --------------------------------------------------------------------------- | ---------- | -------------------------------------------------------------------------------- | ------- | ------------------------------------------------------------------------- | ------- |
| 50 m libre          | Tammie Spatz Estados Unidos                                                 | 25.50      | Eileen Coparropa · Panamá                                                        | 25.78   | Laura Nicholls · Canadá                                                   | 26.10   |
| 100 m libre         | Laura Nicholls · Canadá                                                     | 56.25      | Tammie Spatz Estados Unidos                                                      | 56.44   | Marianne Limpert · Canadá                                                 | 56.69   |
| 200 m libre         | Jessica Deglau · Canadá}                                                    | 2:00.65    | Janelle Atkinson Jamaica                                                         | 2:01.11 | Talor Bendel Estados Unidos                                               | 2:03.18 |
| 400 m libre         | Kaitlin Sandeno Estados Unidos                                              | 4:10.74    | Janelle Atkinson Jamaica                                                         | 4:10.83 | Joanne Malar · Canadá                                                     | 4:12.64 |
| 800 m libre         | Kaitlin Sandeno Estados Unidos                                              | 8:34.65 RP | Janelle Atkinson Jamaica                                                         | 8:39.51 | Lindsay Beavers · Canadá                                                  | 8:44.21 |
|                     |                                                                             |            |                                                                                  |         |                                                                           |         |
| 100 m espalda       | Kelly Stefanyshyn · Canadá                                                  | 1:02.14    | Denali Knapp Estados Unidos                                                      | 1:02.45 | Beth Botsford Estados Unidos                                              | 1:02.48 |
| 200 m espalda       | Denali Knapp Estados Unidos                                                 | 2:12.48 RP | Beth Botsford Estados Unidos                                                     | 2:12.95 | Kelly Stefanyshyn · Canadá                                                | 2:13.24 |
|                     |                                                                             |            |                                                                                  |         |                                                                           |         |
| 100 m pecho         | Staciana Stitts Estados Unidos                                              | 1:09.16 RP | Kristen Woodring Estados Unidos                                                  | 1:09.65 | Lauren van Oosten · Canadá                                                | 1:10.06 |
| 200 m pecho         | Lauren van Oosten · Canadá                                                  | 2:30.36    | Annemieke McReynolds Estados Unidos                                              | 2:30.53 | Katie Yevak Estados Unidos                                                | 2:32.85 |
|                     |                                                                             |            |                                                                                  |         |                                                                           |         |
| 100 m mariposa      | Karen Campbell Estados Unidos                                               | 1:00.05    | Jessica Deglau · Canadá                                                          | 1:00.70 | Karine Chevrier · Canadá                                                  | 1:01.15 |
| 200 m mariposa      | Jessica Deglau · Canadá                                                     | 2:09.63 RP | Jennifer Button Estados Unidos                                                   | 2:12.09 | Kalyn Keller Estados Unidos                                               | 2:14.60 |
|                     |                                                                             |            |                                                                                  |         |                                                                           |         |
| 200 m combinado     | Joanne Malar · Canadá                                                       | 2:14.18 RP | Maggie Bowen Estados Unidos                                                      | 2:15.26 | Marianne Limpert · Canadá                                                 | 2:15.80 |
| 400 m combinado     | Joanne Malar · Canadá                                                       | 4:38.46 RP | Maggie Bowen Estados Unidos                                                      | 4:49.22 | Carolyn Adel Estados Unidos                                               | 4:50.51 |
|                     |                                                                             |            |                                                                                  |         |                                                                           |         |
| 4 × 100 m libre     | Canadá · Jessica Deglau · Marianne Limpert · Sarah Evanetz · Laura Nicholls | 3:45.07    | Estados Unidos Tammie Spatz Courtney Shealy Stefanie Williams Jen Eberwien       | 3:45.72 | Brasil · Juliana Machado · Rebeca Gusmão · Flávia Delaroli · Tatiana Lima | 3:50.37 |
| 4 × 200 m libre     | Canadá · Jessica Deglau · Joanne Malar · Marianne Limpert · Laura Nicholls  | 8:05.56    | Estados Unidos Caroline Geehr Julia Stowers Megan Melgaard Talor Bendel          | 8:07.18 | Brasil · Monique Ferreira · Nayara Ribeiro · Tatiana Lemos · Ana Muniz    | 8:25.07 |
| 4 × 100 m combinado | Estados Unidos Denali Knapp Staciana Stitts Karen Campbell Tammie Spatz     | 4:06.08 RP | Canadá · Kelly Stefanyshyn · Lauren van Oosten · Jessica Deglau · Laura Nicholls | 4:08.73 | Brasil · Fabíola Molina · Tanya Schun · Patrícia Comini · Tatiana Lemos   | 4:15.00 |

RP: Récord Panamericano.